# Liste der Biografien/Row
Liste der Biografien |
Portal Biografien |
Personensuche
# |
A |
B |
C |
D |
E |
F |
G |
H |
I |
J |
K |
L |
M |
N |
O |
P |
Q |
R |
S |
T |
U |
V |
W |
X |
Y |
Z |
?
 
Ra |
Rb |
Rd |
Re |
Rh |
Ri |
Rj |
Rk |
Rl |
Rm |
Rn |
Ro |
Rr |
Rs |
Rt |
Ru |
Rv |
Rw |
Rx |
Ry |
Rz
 
Roa |
Rob |
Roc |
Rod |
Roe |
Rof |
Rog |
Roh |
Roi |
Roj |
Rok |
Rol |
Rom |
Ron |
Roo |
Rop |
Roq |
Ror |
Ros |
Rot |
Rou |
Rov |
Row |
Rox |
Roy |
Roz 
Die Liste der Biografien führt alle Personen auf, die in der deutschsprachigen Wikipedia einen Artikel haben. Dieses ist eine Teilliste mit 238 Einträgen von Personen, deren Namen mit den Buchstaben „Row“ beginnt.

## Row

### Rowa
- Rowald, Paul (1850–1920), deutscher Architekt und kommunaler Baubeamter
- Rowan, Carl (1925–2000), afroamerikanischer Journalist, Autor und Kolumnist
- Rowan, Clare (* 1982), australische Althistorikerin und Numismatikerin
- Rowan, Ellis (1848–1922), australische Illustratorin, Malerin, Naturforscherin und Entdeckerin
- Rowan, Erick (* 1981), US-amerikanischer Wrestler
- Rowan, Frederick James (1816–1884), irischstämmiger Eisenbahnkonstrukteur und Erfinder
- Rowan, Jack (* 1997), britischer Filmschauspieler
- Rowan, Joe (1972–1994), US-amerikanischer Rechtsextremist
- Rowan, John (1773–1843), US-amerikanischer Politiker
- Rowan, Joseph (1870–1930), US-amerikanischer Rechtsanwalt und Politiker
- Rowan, Kelly (* 1965), kanadische FilmschauspielerinKelly Rowan (* 1965)

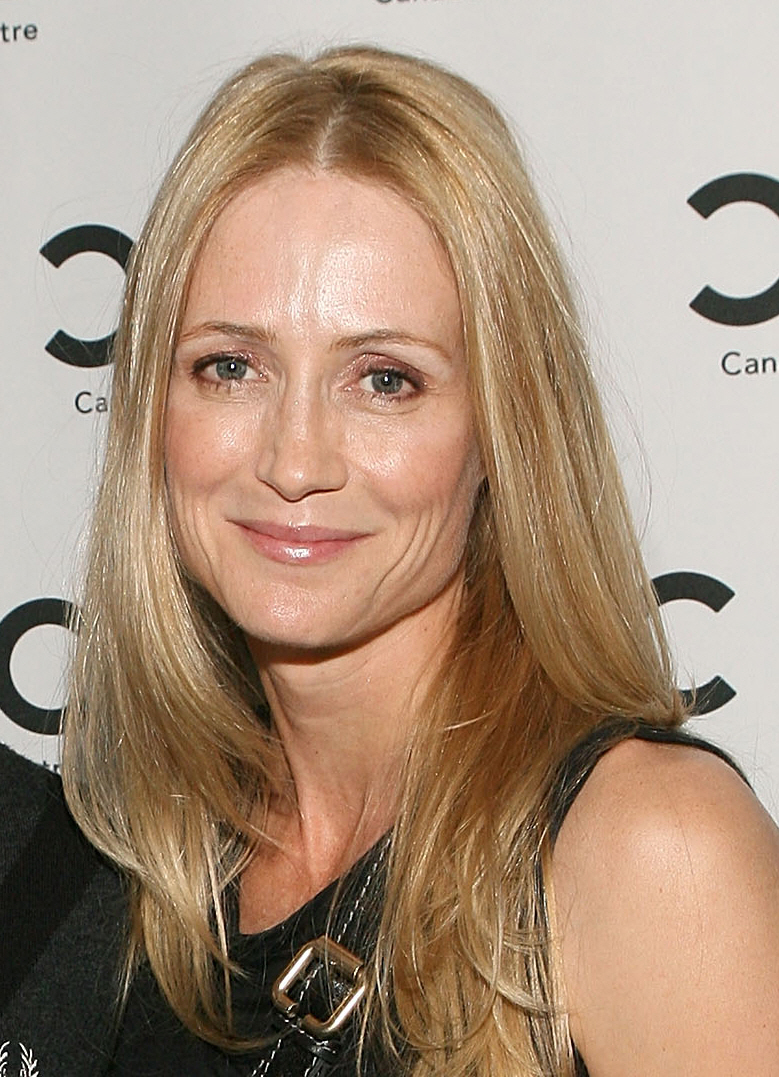
Kelly Rowan (* 1965)

- Rowan, Matthew († 1760), britischer Politiker, Gouverneur der Province of North Carolina
- Rowan, Padraic (* 1990), irischer Opern- und Konzertsänger (Bassbariton)
- Rowan, Peter (* 1942), US-amerikanischer Bluegrass-Musiker
- Rowan, Sheila (* 1969), britische Physikerin
- Rowan, Stephen Clegg (1808–1890), Vizeadmiral der United States Navy
- Rowan, Thomas E. (1842–1901), US-amerikanischer Politiker
- Rowan, William A. (1882–1961), US-amerikanischer Politiker
- Rowan-Robinson, Michael (* 1942), britischer Astrophysiker und Astronom
- Rowas, Franz, deutscher Mitarbeiter im Auswärtigen Amt und Zensor

### Rowb
- Rowbotham, David (1924–2010), australischer Dichter
- Rowbotham, John Frederick (1854–1925), englischer Geistlicher, Musikhistoriker und Komponist
- Rowbotham, Judith, britische Historikerin
- Rowbotham, Samuel (1816–1884), englischer Erfinder und Autor
- Rowbotham, Sheila (* 1943), britische Soziologin und sozialistische Feministin
- Rowbotham, Stephen (* 1981), britischer Ruderer
- Rowbottom, Harry E. (1884–1934), US-amerikanischer Politiker
- Rowbury, Shannon (* 1984), US-amerikanische Mittelstreckenläuferin

### Rowd
- Rowden, Daniel (* 1997), britischer Leichtathlet
- Rowden, Diana (1915–1944), britische Agentin, Résistancekämpferin und NS-OpferDiana Rowden (1915–1944)

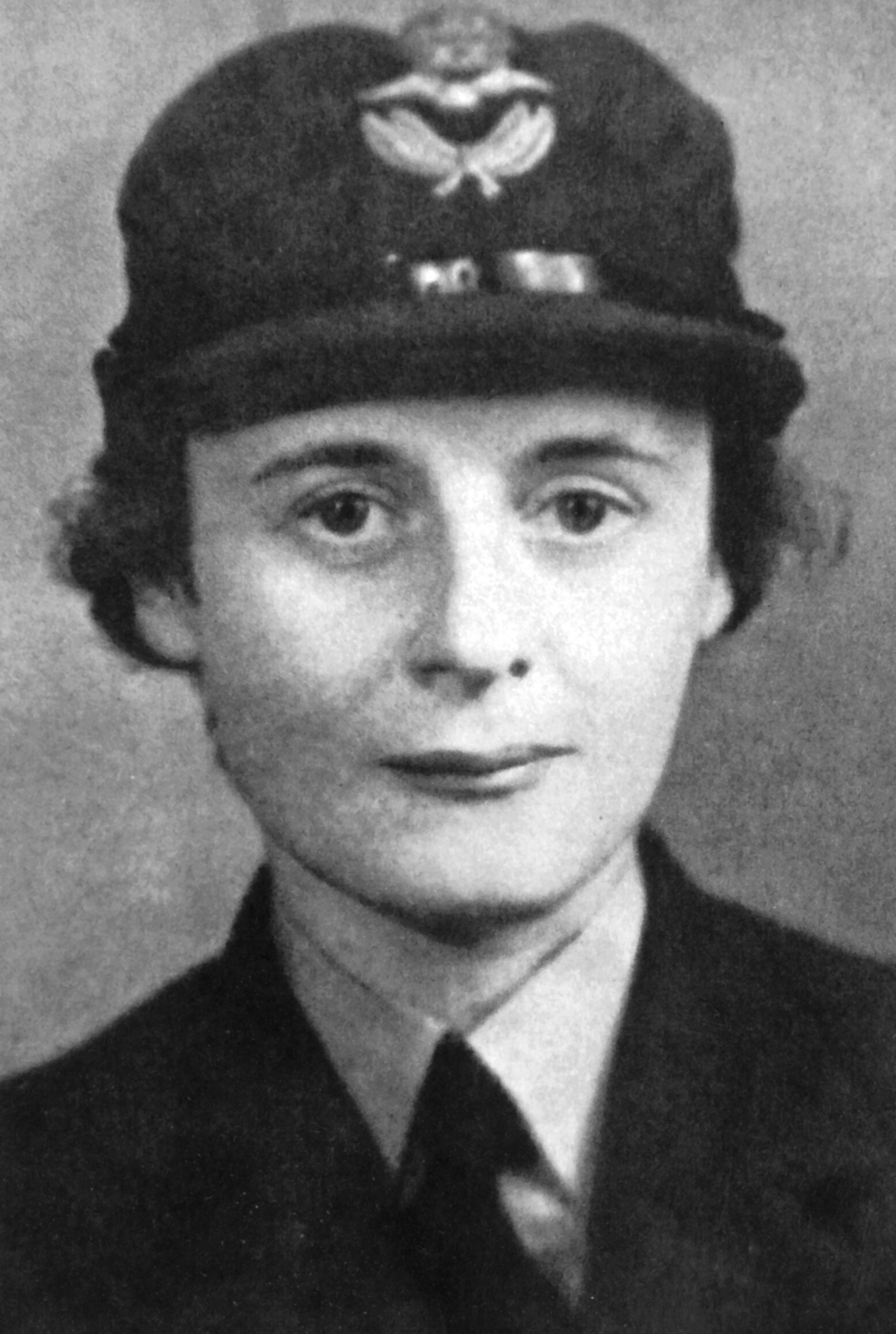
Diana Rowden (1915–1944)

- Rowden, Zach (* 1992), US-amerikanischer Improvisationsmusiker (Bass)

### Rowe
- Rowe Karlyn, Kathleen (* 1947), US-amerikanische Anglistin und Filmwissenschaftlerin
- Rowe, Amelia (* 2006), australische Sprinterin
- Rowe, Arthur (1906–1993), englischer Fußballspieler und -trainer
- Rowe, Arthur (1936–2003), englischer Leichtathlet
- Rowe, Ashley (* 1959), britischer Kameramann
- Rowe, Bill (1931–1992), britischer Tontechniker
- Rowe, Brad (* 1970), US-amerikanischer Schauspieler und Aktivist
- Rowe, Camille (* 1990), französisch-amerikanisches Model und Schauspielerin
- Rowe, Charlie (* 1996), britischer Schauspieler
- Rowe, Christopher (* 1961), deutsch-britischer Kameramann
- Rowe, Christopher J. (* 1944), britischer Gräzist und Philosophiehistoriker
- Rowe, Colin (1920–1999), britischer Architekt, Autor und Hochschullehrer
- Rowe, Danielle (* 1990), britische RadrennfahrerinDanielle Rowe (* 1990)

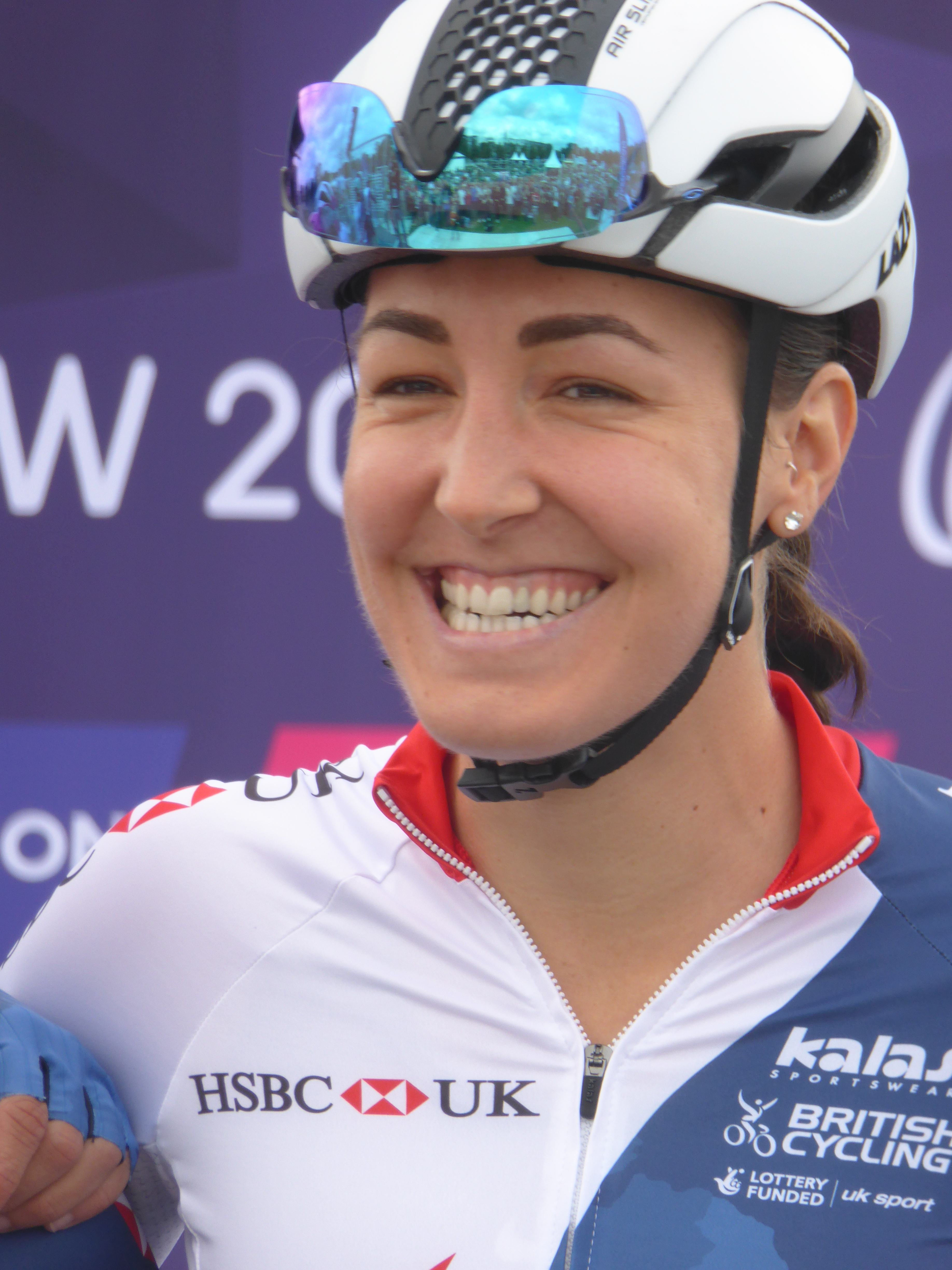
Danielle Rowe (* 1990)

- Rowe, Dave (* 1944), britischer Radrennfahrer
- Rowe, David E. (* 1950), US-amerikanischer Wissenschafts- und Mathematikhistoriker
- Rowe, David J. (1936–2020), kanadischer Physiker
- Rowe, Deborah Jeanne (* 1958), US-amerikanische Dermatologieassistentin, Exfrau Michael Jacksons
- Rowe, Djamila (* 1967), deutsche Visagistin
- Rowe, Earl (1920–2002), US-amerikanischer Schauspieler
- Rowe, Edmund (1892–1972), US-amerikanischer Politiker
- Rowe, Elizabeth (1674–1736), englische Dichterin und Schriftstellerin
- Rowe, Frederick W. (1863–1946), US-amerikanischer Jurist und Politiker
- Rowe, G. Steven (* 1953), US-amerikanischer Anwalt und Politiker
- Rowe, George (1874–1950), südafrikanischer Cricketspieler
- Rowe, Georgina (* 1992), australische Ruderin
- Rowe, Gerard Clyde (* 1949), australischer Rechtswissenschaftler
- Rowe, Gilbert Thomas (* 1942), US-amerikanischer Ökologe und Ozeanograf
- Rowe, Hannah (* 1996), neuseeländische Cricketspielerin
- Rowe, Jeff (* 1973), US-amerikanischer Manager
- Rowe, Jelena (* 1999), US-amerikanische Hochspringerin
- Rowe, John Howland (1918–2004), US-amerikanischer Anthropologe und Altamerikanist
- Rowe, Jonathan (1946–2011), US-amerikanischer Journalist
- Rowe, Jonathan (* 2003), englisch-jamaikanischer Fußballspieler
- Rowe, Josephine (* 1984), australische Schriftstellerin
- Rowe, Keith (* 1940), britischer Gitarrist und Improvisationsmusiker
- Rowe, Kim (* 1952), jamaikanischer Sprinter
- Röwe, Kurt (1924–2007), deutscher Fußballspieler
- Rowe, Leanne (* 1982), britische Schauspielerin
- Rowe, Leo Stanton (1871–1946), US-amerikanischer Politikwissenschaftler
- Rowe, Louis (* 1972), US-amerikanischer Basketballtrainer und -spieler
- Rowe, Luke (* 1990), walisischer Bahn- und StraßenradrennfahrerLuke Rowe (* 1990)

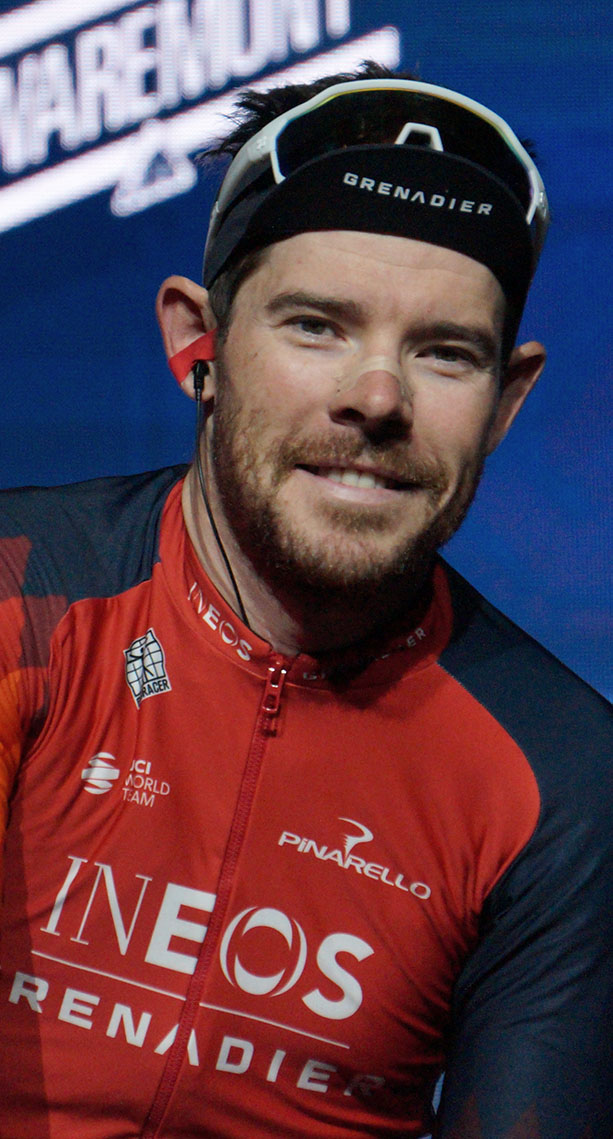
Luke Rowe (* 1990)

- Rowe, Mark (* 1960), US-amerikanischer Sprinter
- Rowe, Matthew (* 1988), walisischer Bahn- und Straßenradrennfahrer
- Rowe, Michael (* 1960), US-amerikanischer Drehbuchautor, Produzent und Komiker
- Rowe, Michael (* 1962), kanadischer Autor und Journalist
- Rowe, Mike (* 1962), US-amerikanischer Fernsehmoderator
- Rowe, Nicholas († 1718), englischer Beamter, Dichter und Dramatiker
- Rowe, Nicholas (* 1966), britischer Schauspieler
- Rowe, Paul (1914–1993), US-amerikanischer Eishockeyspieler
- Rowe, Peter (1807–1876), US-amerikanischer Jurist und Politiker
- Rowe, Peter (1922–1997), britischer Geotechniker
- Rowe, R. Kerry, australisch-kanadischer Bauingenieur
- Rowe, Raphael (* 1968), britischer Journalist und Moderator
- Rowe, Rosalind (1933–2015), englische Tischtennisspielerin
- Rowe, Samuel (1835–1888), britischer Chirurg und Kolonialverwalter
- Rowe, Sean (* 1975), amerikanischer Bischof
- Rowe, Shawn (* 1992), jamaikanischer Leichtathlet
- Rowe, Timothy (* 1953), US-amerikanischer Paläontologe
- Rowe, Tom (* 1956), US-amerikanischer Eishockeyspieler, -trainer und -funktionär
- Rowe, Tracy-Ann (* 1985), jamaikanische Sprinterin
- Rowe, Wallace P. (1926–1983), US-amerikanischer Virologe und Krebsforscher
- Rowe, Walter, englischer Komponist und Gambist
- Rowe, William (1913–1938), US-amerikanischer Hammerwerfer
- Rowe, William L. (1931–2015), US-amerikanischer Philosoph
- Rowe-Beddoe, David, Baron Rowe-Beddoe (1937–2023), britischer Politiker und Life Peer
- Rowecki, Stefan (1895–1944), polnischer Militär und Oberkommandierender der Heimatarmee
- Rowehl, Theodor (1894–1978), deutscher Luftwaffenoffizier
- Röwekamp, Georg (* 1959), deutscher katholischer Theologe und Sachbuchautor
- Röwekamp, Norbert (* 1949), deutscher Fußballspieler
- Röwekamp, Thomas (* 1966), deutscher Politiker (CDU), MdBB, Bremer BürgermeisterThomas Röwekamp (* 1966)

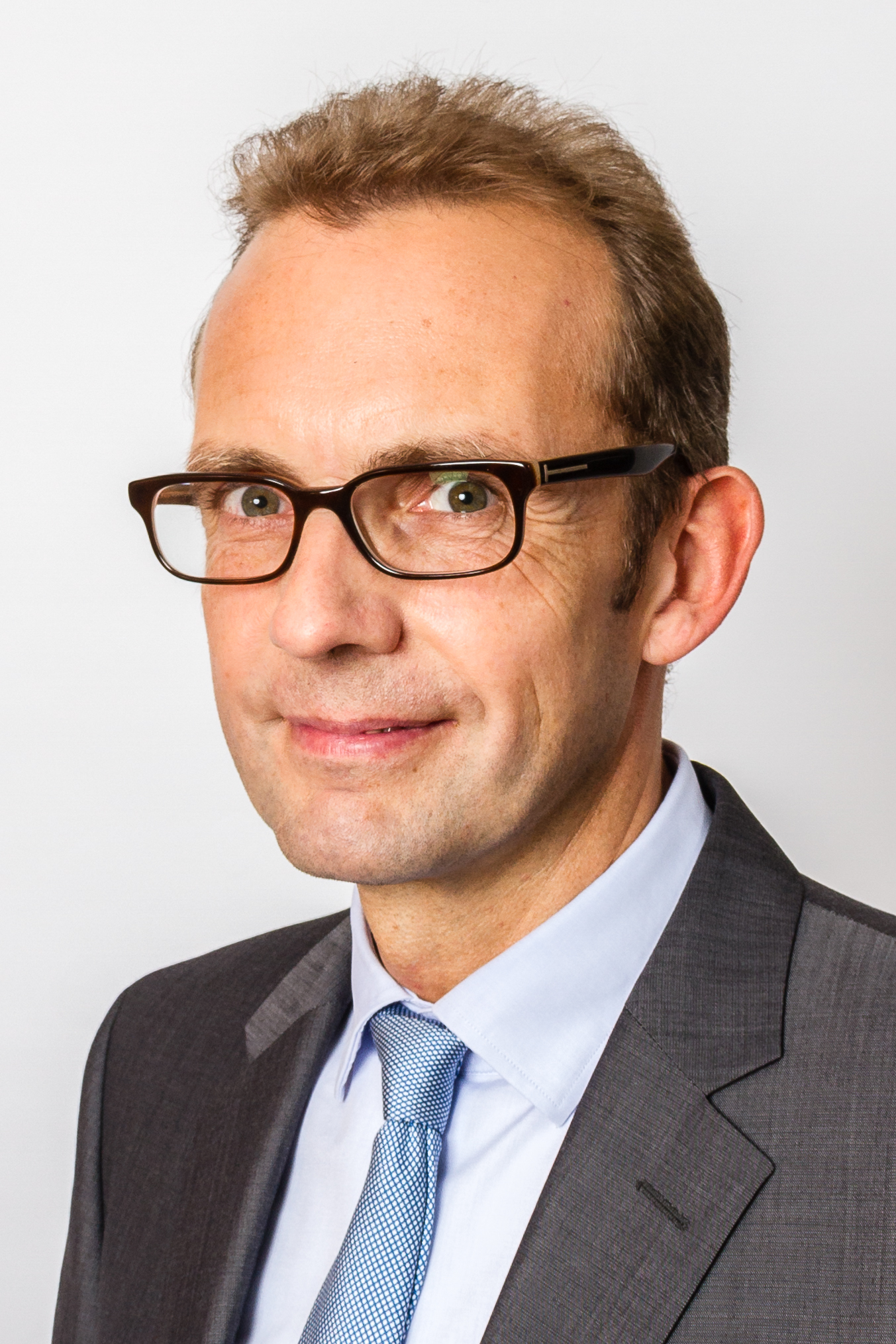
Thomas Röwekamp (* 1966)

- Röwekamp, Werner (1928–1982), deutscher Schauspieler, Autor und Regisseur
- Rowell, Geoffrey (1943–2017), englischer Geistlicher, Bischof von Gibraltar
- Rowell, Henry T. (1904–1974), US-amerikanischer Klassischer Philologe und Althistoriker
- Rowell, John (* 1935), britischer Physiker
- Rowell, Jonathan H. (1833–1908), US-amerikanischer Politiker
- Rowell, Rainbow (* 1973), US-amerikanische Autorin von Kinder- und Jugendbüchern
- Rowell, Sydney (1894–1975), australischer Generalleutnant
- Rowell, Victoria (* 1959), amerikanische Schauspielerin
- Rowell, William Kevin (1927–1986), australischer römisch-katholischer Ordensgeistlicher, Bischof von Aitape
- Rowell-Ryan, Gail (* 1939), US-amerikanische Friseurin
- Rowen, Derek (* 1959), irischer Avantgardekünstler
- Röwer, Britta (* 1972), deutsche Fußballspielerin
- Röwer, Heinz-Hugo (1929–2022), deutscher Jurist und Verwaltungsbeamter
- Röwer, Paul (* 1995), deutscher Fußballspieler
- Rowett, Catherine (* 1956), britische Philosophin und Politikerin (GPEW), MdEP
- Rowett, Gary (* 1974), englischer Fußballspieler und -trainer
- Rowett, Tim (* 1942), britischer Spielzeugsammler

### Rowi
- Rowicki, Piotr (* 1970), polnischer Fußballspieler
- Rowicki, Witold (1914–1989), polnischer Dirigent
- Rowing, Mark (* 1966), englischer Snookerspieler
- Rowinska, Malwina (* 2005), polnische Tennisspielerin
- Rowinskaja, Tatjana (* 1958), russische Bogenbiathletin
- Rowinski, Dmitri Alexandrowitsch (1824–1895), russischer Jurist und Kunstsammler
- Rowitz, Michael (* 1967), deutscher Regisseur

### Rowl
- Rowland, Albert (1885–1918), neuseeländischer Geher
- Rowland, Alfred (1844–1898), US-amerikanischer Politiker
- Rowland, Austen (* 1981), US-amerikanischer Basketballspieler
- Rowland, Benjamin (1904–1972), US-amerikanischer Kunsthistoriker
- Rowland, Bianca (* 1990), US-amerikanische Volleyballspielerin
- Rowland, Caroline (* 1971), britische Psychologin
- Rowland, Charles Hedding (1860–1921), US-amerikanischer Politiker
- Rowland, Craig (* 1971), australischer Squashspieler
- Rowland, Daniel († 1790), walisischer Pastor
- Rowland, Dennis (* 1948), amerikanischer Schauspieler und Jazzsänger
- Rowland, Earl Jerrod (* 1983), US-amerikanisch-bulgarischer Basketballspieler
- Rowland, Frank Sherwood (1927–2012), US-amerikanischer Chemiker und Nobelpreisträger für Chemie
- Rowland, Guy (* 1964), britischer Radrennfahrer
- Rowland, Helen (1876–1950), US-amerikanische Journalistin
- Rowland, Henry Augustus (1848–1901), US-amerikanischer Physiker
- Rowland, J. Roy (1926–2022), US-amerikanischer Politiker
- Rowland, Joan (* 1930), kanadische Pianistin
- Rowland, John G. (* 1957), US-amerikanischer Politiker
- Rowland, Kate Mason (1840–1916), US-amerikanische Historikerin
- Rowland, Katelyn (* 1994), US-amerikanische Fußballtorhüterin
- Rowland, Kelly (* 1981), US-amerikanische SängerinKelly Rowland (* 1981)

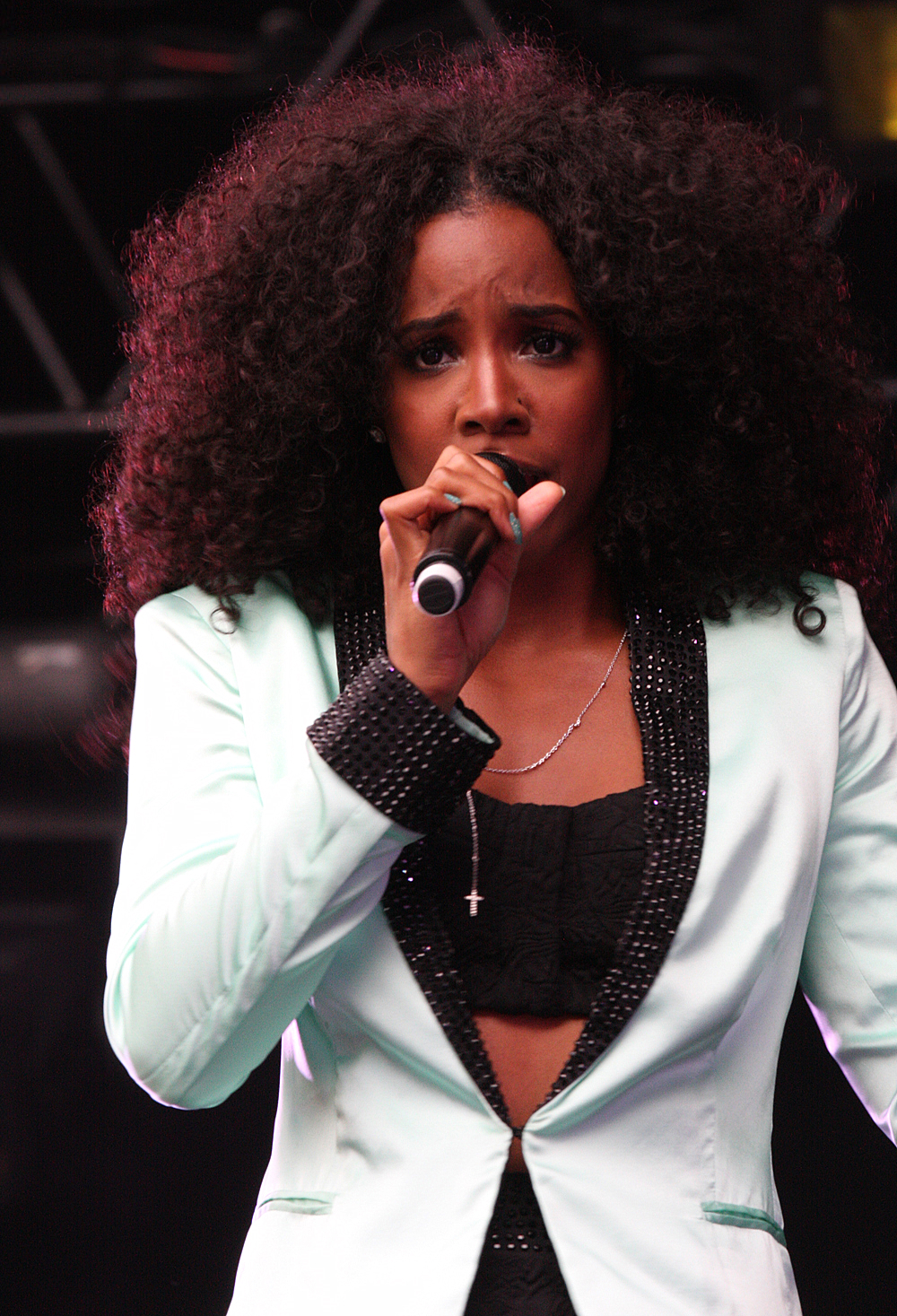
Kelly Rowland (* 1981)

- Rowland, Kevin (* 1953), britischer Sänger, Komponist und Bandleader
- Rowland, Laura Joh (* 1954), US-amerikanische Schriftstellerin
- Rowland, Lee (* 1953), britischer American-Football-Trainer
- Rowland, Mark (* 1963), britischer Leichtathlet
- Rowland, Michael (1929–2012), englischer Ordensgeistlicher, römisch-katholischer Bischof von Dundee
- Rowland, Nick, britischer Filmregisseur und Drehbuchautor
- Rowland, Oliver (* 1992), britischer Automobilrennfahrer
- Rowland, Rodney (* 1964), US-amerikanischer Schauspieler
- Rowland, Roy (1902–1995), US-amerikanischer Filmregisseur
- Rowland, Tiny (1917–1998), britisch-deutscher Geschäftsmann und Tycoon
- Rowland, Tracey (* 1963), australische Theologin und Hochschullehrerin
- Rowlands, Clive (1938–2023), walisischer Rugbyspieler
- Rowlands, Gena (1930–2024), US-amerikanische SchauspielerinGena Rowlands (1930–2024)

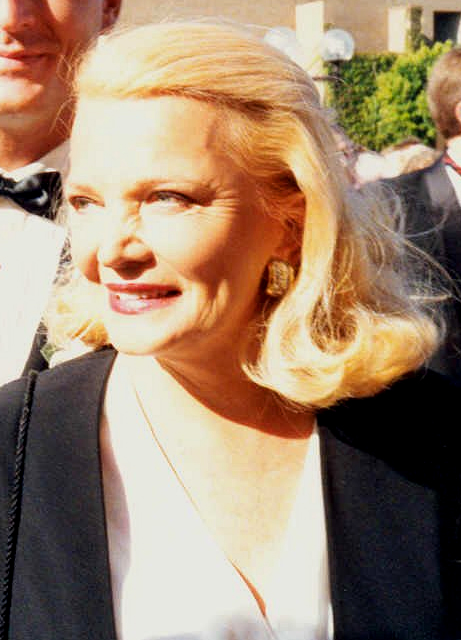
Gena Rowlands (1930–2024)

- Rowlands, Gordon (1929–2015), walisischer Badmintonspieler
- Rowlands, Gwyneth (1915–2009), britische Künstlerin der Art brut
- Rowlands, Henry (1655–1723), britischer Geistlicher, Antiquar und früher Geologe
- Rowlands, June (1924–2017), kanadische Politikerin, 60. Bürgermeisterin von Toronto
- Rowlands, Mark (* 1962), britischer Schriftsteller und Hochschullehrer
- Rowlands, Patsy (1931–2005), britische Schauspielerin
- Rowlands, Ted, Baron Rowlands (* 1940), walisischer Politiker (Labour Party), Mitglied des House of Commons, Life Peer
- Rowlands, Thomas (* 1981), US-amerikanischer Ringer
- Rowlandson, Édouard (* 1988), französischer Volleyball- und Beachvolleyballspieler
- Rowlandson, Mary († 1711), englische Siedlerin in Neuengland und Schriftstellerin
- Rowlandson, Thomas (1757–1827), englischer Maler und Karikaturist
- Rowlatt, Sidney (1862–1945), britischer Jurist und Richter
- Rowledge, Arthur John (1876–1957), britischer Ingenieur
- Rowles, Jimmy (1918–1996), US-amerikanischer Jazz-Pianist und Komponist
- Rowles, Kye (* 1998), australischer Fußballspieler
- Rowles, Lauren (* 1998), britische Ruderin
- Rowles, Richard (* 1973), australischer Boxer und zweifacher Olympiateilnehmer
- Rowles, Stacy (1955–2009), US-amerikanische Jazzmusikerin
- Rowlett, Frank (1908–1998), US-amerikanischer Mathematiker und Kryptologe
- Rowley, Alex (* 1963), schottischer Politiker
- Rowley, Anthony (* 1953), britischer Sprachwissenschaftler in BayernAnthony Rowley (* 1953)

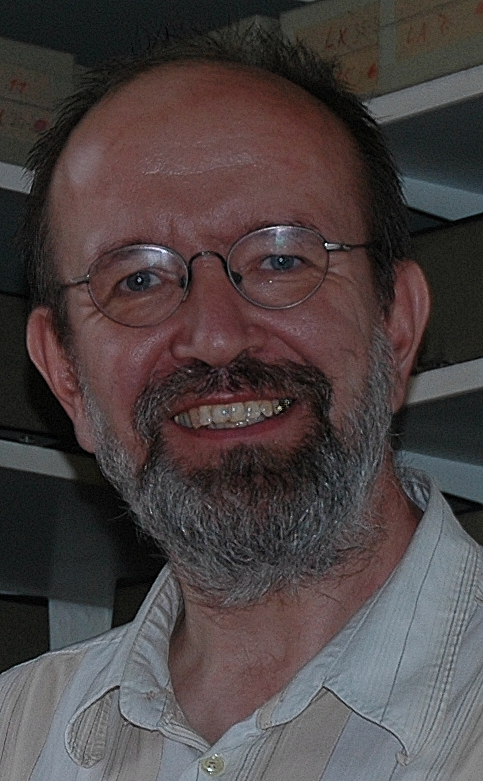
Anthony Rowley (* 1953)

- Rowley, Arthur (1926–2002), englischer Fußballspieler und -trainer
- Rowley, Arthur Henderson, Baron (1893–1968), britischer Politiker, Mitglied des House of Commons
- Rowley, Clotworthy († 1805), irisch Politiker, Mitglied des House of Commons und Barrister
- Rowley, Coleen (* 1954), US-amerikanische Whistleblowerin, Politikerin und FBI-Agentin
- Rowley, David (* 1990), australish-malaysischer Fußballspieler
- Rowley, Geoff (* 1976), englischer Skateboarder
- Rowley, George Dawson (1822–1878), britischer Amateur-Ornithologe und Altertumsforscher
- Rowley, Gordon Douglas (1921–2019), britischer Botaniker und Autor
- Rowley, Harold Henry (1890–1969), englischer baptistischer Theologe und Missionar
- Rowley, Hazel (1951–2011), australische Sachbuchautorin und Biographin
- Rowley, Jack (1918–1998), englischer Fußballspieler und -trainer
- Rowley, Janet (1925–2013), US-amerikanische Hämatologin
- Rowley, Jeremy (* 1978), US-amerikanischer Schauspieler
- Rowley, Joshua Ricketts († 1857), britischer Vizeadmiral
- Rowley, Josias (1765–1842), britischer Admiral
- Rowley, Keith (1919–1982), australischer Radrennfahrer
- Rowley, Keith (* 1949), Premierminister von Trinidad und Tobago
- Rowley, Lee (* 1980), britischer Politiker
- Rowley, Mark (* 1990), schottischer Schauspieler und SynchronsprecherMark Rowley (* 1990)

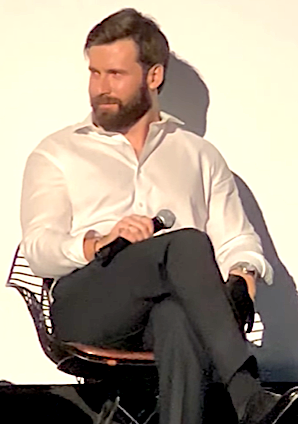
Mark Rowley (* 1990)

- Rowley, Matthew (* 1993), kanadischer Skispringer
- Rowley, Richard (* 1975), amerikanischer Journalist und Filmemacher von Dokumentarfilmen
- Rowley, Robert D. (1941–2010), US-amerikanischer Bischof der Episkopalkirche
- Rowley, Samuel Campbell (1774–1846), britischer Admiral und Politiker, Mitglied des House of Commons
- Rowley, Stan (1876–1924), australischer Leichtathlet
- Rowley, William, englischer Schauspieler und Dramatiker
- Rowley, William († 1768), britischer Admiral
- Rowley, William (1761–1832), britischer Politiker, Mitglied des House of Commons
- Rowley, William (1764–1812), irisch-britischer Politiker, Mitglied des House of Commons und Barrister
- Rowling, Bill (1927–1995), neuseeländischer Politiker, Premierminister von Neuseeland
- Rowling, Ian (* 1967), australischer Kanute
- Rowling, Joanne K. (* 1965), britische Schriftstellerin, Autorin der Harry-Potter-RomaneJoanne K. Rowling (* 1965)

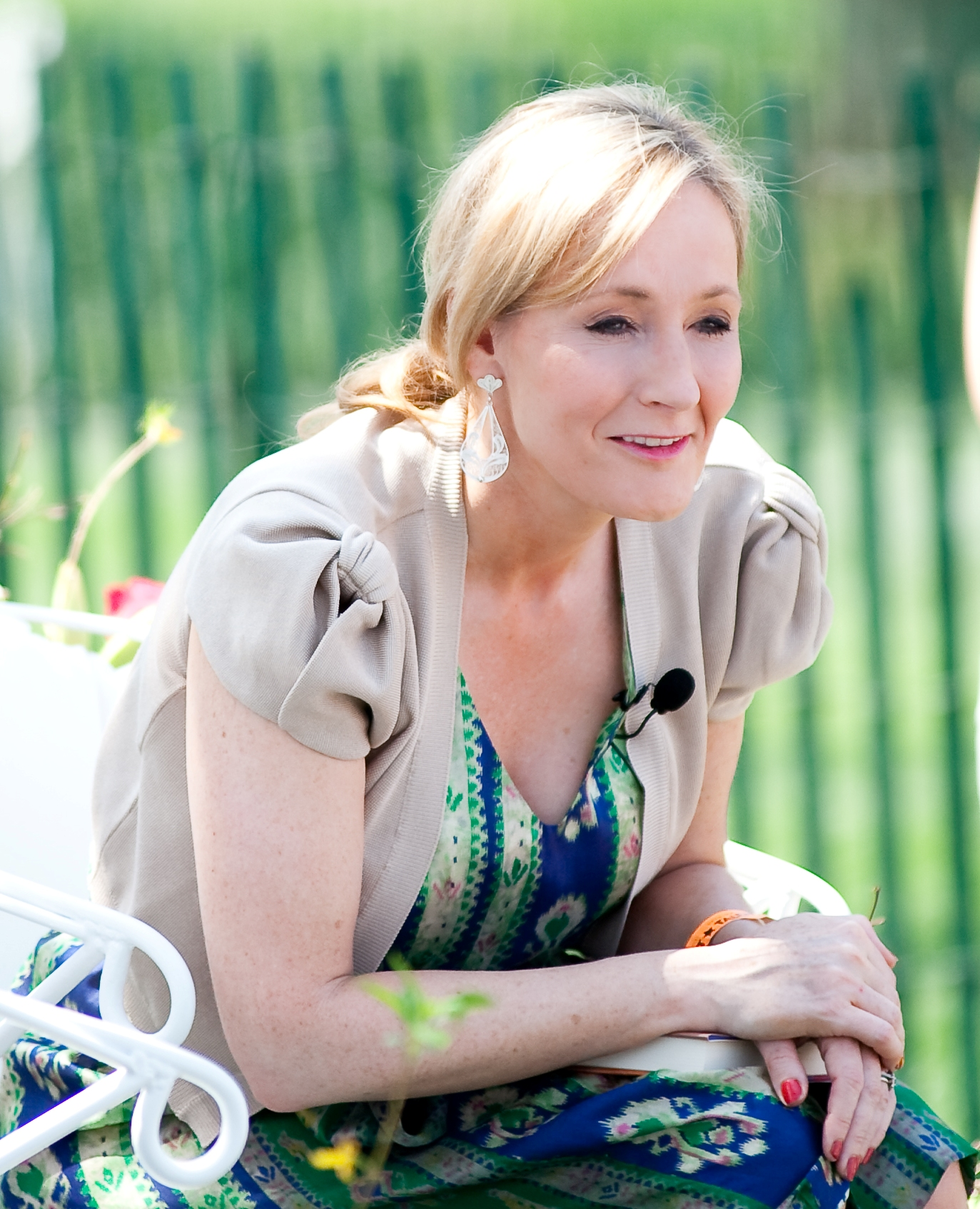
Joanne K. Rowling (* 1965)

- Rowling, Robert (* 1953), US-amerikanischer Unternehmer
- Rowlings, Stephen (* 1976), englischer Snookerspieler und -trainer
- Rowlinson, John Shipley (1926–2018), britischer Chemiker und Wissenschaftshistoriker

### Rown
- Rowner, Dmitri Ossipowitsch (1908–1986), sowjetischer Schachspieler
- Rowney, Carter (* 1989), kanadischer Eishockeyspieler
- Rownin, Lew Iwanowitsch (1928–2014), sowjetisch-russischer Geologe, Minister und Hochschullehrer
- Rowntree, Lester (1879–1979), britisch-amerikanische Botanikerin und Autorin
- Rowny, Edward L. (1917–2017), US-amerikanischer Offizier, Generalleutnant der US Army
- Rowny, Iwan Andrejewitsch (* 1987), russischer Radrennfahrer

### Rowo
- Rowohlt, Ernst (1887–1960), deutscher Verleger
- Rowohlt, Harry (1945–2015), deutscher Schriftsteller, Übersetzer und Rezitator
- Rowohlt, Maria (1910–2005), deutsche Schauspielerin
- Rowold, Karl (1911–1993), deutscher Widerstandskämpfer und Diplomat
- Rowold, Martina (* 1996), deutsche Naturbahnrodlerin
- Rowoldt, Christian-Wilhelm (1915–2007), deutscher NDPD-Funktionär

### Rows
- Rowse, A. L. (1903–1997), britischer Historiker, Dichter und Autor
- Rowse, Anthony, Gouverneur von Suriname
- Rowse, Tim, australischer Hochschullehrer
- Rowsell, Erick (* 1990), britischer Radrennfahrer
- Rowsell-Shand, Joanna (* 1988), britische Radrennfahrerin
- Rowser, Jimmy (1926–2004), US-amerikanischer Jazzbassist
- Rowshan, Hassan (* 1955), iranischer Fußballspieler
- Rowsom, Mark (* 1959), kanadischer Eiskunstläufer
- Rowson, Jonathan (* 1977), schottischer Schachspieler
- Rowson, Susanna (1762–1824), US-amerikanische Schriftstellerin und Schauspielerin
- Rowstron, Ant (* 1971), britischer Informatiker
- Rowswell, Brian (* 1967), englischer Snookerspieler